# Gil'ad Šalit
Gil'ad Šalit (hebrejsky גלעד שליט‎, * 28. srpna 1986) je izraelský voják, který byl zajat 25. června 2006 palestinskými ozbrojenci na izraelském území a přes pět let držen Hamásem v zajetí v Pásmu Gazy. 18. října 2011 byl po vyjednaných dohodách propuštěn zpět do Izraele. Izrael výměnou propustil 1027 palestinských vězňů.

## Průběh únosu
Gil'ad Šalit byl zajat 25. června 2006 palestinskými ozbrojenci při přeshraničním útoku. Byl unesen přes hraniční přechod Kerem Šalom (v Izraeli). V době útoku zastával Šalit, který je vojákem obrněných sborů Izraelských obranných sil (IOS), hodnost desátníka, avšak v době únosu byl v nepřítomnosti postupně povýšen do hodnosti rotného, seržanta a těsně před propuštěním na nadpraporčíka. 
Stal se prvním izraelským vojákem zajatým palestinskými ozbrojenci od zajetí Nachšona Wachsmana v roce 1994. Skutečnost, že má dvojí občanství (kromě izraelského také francouzské), přiměla Francii a Evropskou unii, aby se zapojily do snah o jeho propuštění. V červnu 2009 mu bylo uděleno také italské občanství.

## Jednání o výměně
Začátkem října 2009 Izrael v rámci dohody s Hamasem propustil 20 palestinských Arabek vězněných v Izraeli výměnou za video nahrávku Gil'ada Šalita, která prokáže, že Gil'ad stále žije. Dne 2. října 2009 Izrael od Hamasu toto video získal.
V roce 2010 se za Šalitovo propuštění zasazoval i ruský prezident Dmitrij Medveděv během schůzky s představiteli hnutí Hamás v syrském Damašku. Mluvčí hnutí, Chálid Maš'al, obratem požádal o znovuobnovení vyjednávání o propuštění Palestinců z izraelských vězení výměnou za Šalita.
11. října 2011 přinesl zpravodajský web al-Arabíja zprávu o dohodě mezi Izraelem a Hamásem týkající se propuštění Gil'ada Šalita. Na mimořádném zasedání izraelské vlády, svolaném premiérem Netanjahuem, pak byl schválen návrh dohody výměny vězňů. Za Šalitovo propuštěn bylo dohodnuto propuštění 1027 palestinských vězňů, včetně 280, kteří si odpykávají doživotní tresty odnětí svobody za terorismus. Zbytek vězňů si odpykával tresty za menší přečiny či se jednalo o ženy a mladistvé
Na základě dojednané dohody byl Šalit 18. října 2011 propuštěn na svobodu a izraelskou armádní helikoptérou přeletěl na základnu Tel-Nof. Zde byl podroben lékařské prohlídce, která shledala podvýživu a nedostatek vitamínů, jinak byl však prohlášen za zdravého. Po setkání s rodiči byl přesunut opět helikoptérou do Izraele, kde byl přivítán davy podporovatelů jeho propuštění.